# ISO 26000
La ISO 26000 (Responsabilidad Social) son un conjunto de guías que establecen líneas en materia de Responsabilidad Social establecidas por la Organización Internacional de Normalización (ISO por sus siglas en inglés “International Standarisation Organization”, y también significa “Igual” en griego). 
Se designó a un Grupo de Trabajo ISO en Responsabilidad Social (WG SR) liderado por el Instituto Sueco de Normalización (SIS por sus siglas en inglés) y por la Asociación Brasileña de Normalización Técnica (ABNT) la tarea de elaborarla. Finalmente se ha publicado la norma en noviembre de 2010. 
No tiene propósito de ser certificatoria, regulatoria o de uso contractual.

## Propósito de la Norma ISO 26000 - RS
El NWIP* (New Work Item Project) en el anexo B, se plantea el propósito o justificación de la norma, las razones para la estandarización y la información detallada sobre los asuntos conceptuales relacionados con RS. El objetivo que se plantea es el de: 
- Asistir o ayudar a las organizaciones a establecer, implementar, mantener y mejorar los marcos o estructuras de RS.
- Apoyar a las organizaciones a demostrar su RS mediante una buena respuesta y un efectivo cumplimiento de compromisos de todos los accionistas y grupos de interés, incluyendo a los gestores, a quienes quizás recalcará su confidencia y satisfacción; facilitar la comunicación confiable de los compromisos y actividades relacionadas con RS.
- Promover y potenciar una máxima transparencia. El estándar será una herramienta para el desarrollo de la sustentabilidad de las organizaciones mientras se respetan variadas condiciones relacionadas con leyes de aguas, costumbre y cultura, ambiente psicológico y económico.
- Hacer también un ligero análisis de la factibilidad de la actividad, refiriéndose a los asuntos que pueden afectar la viabilidad de la actividad y que requieren de consideraciones adicionales por parte de ISO.

De esta manera se plantean como beneficios esperados de la implementación del estándar, los siguientes: 
- Facilitar el establecimiento, implementación y mantenimiento y mejora de la estructura o marcos de RS en organizaciones que contribuyan al desarrollo sustentable.
- Contribuir a incrementar la confianza y satisfacción en las organizaciones entre los accionistas y grupos de interés (incluyendo a los gestores);
- Incrementar las garantías en materia de RS a través de la creación de un estándar único aceptado por un amplio rango de stakeholders;
- Fortalecer las garantías de una observancia de conjuntos de principios universales, como se expresa en las convenciones de las Naciones Unidas, y en la declaración incluida en los principios del pacto global y particularmente en la Declaración Universal de los Derechos Humanos, las declaraciones y convenciones de OIT, la declaración de Río sobre el medioambiente y desarrollo, y la Convención de las Naciones Unidas contra la corrupción. Facilitar las liberaciones del mercado y remover las barreras del comercio (implementación de un mercado abierto y libre), complementar y evitar conflictos con otros estándares y requerimientos de RS ya existentes.

## Diseño de la norma ISO 26000 - RS
Se consensuó, también en la conferencia internacional de ISO desarrollada en Bangkok que la norma debiera tener la siguiente estructura de diseño: 
- Introducción
- Alcance
- Referencias normativas
- Términos y definiciones
- El contexto de RS en el que opera la organización
- Principios de RS importantes para organizaciones
- Orientación sobre los temas/materias centrales de RS
- Orientaciones para implementar la RS en organizaciones
- Anexos de orientación
- Bibliografía

## Alcance de la Norma ISO 26000 - RS
El NWIP en el anexo A se refiere al alcance del proyecto propuesto, y particularmente al alcance de la norma. En esta sección del informe se hace una enumeración de lo que la norma debiera significar o incorporar: 
- Asistir a las organizaciones en la orientación de sus políticas de RS en lo referido a las diferencias en materia cultural, ambiental, y legal, además de condiciones económicas de desarrollo.
- Proveer de una guía práctica relacionada con la operacionalización de RS, identificar y comprometerse con los stakeholders, e incrementar la credibilidad de los reportes y declaraciones hechas sobre RS.
- Poner el énfasis en el rendimiento y mejora de los resultados
- Incrementar la confianza y satisfacción de las organizaciones entre sus clientes y otros stakeholders
- Ser consistente y no actuar en desacuerdo con los documentos ya existentes, convenios internacionales y estándares ya existentes.
- No estar intencionado a reducir la autoridad del gobierno en la dirección de RS de las organizaciones.
- Promover la terminología común en el campo de RS, y ampliar la conciencia en estas materias.

## Elementos de la Norma ISO 26000 - RS
La primera parte de la resolución N366, sobre Gestión medio ambiental de CAG o Grupo Asesor de la Presidencia, provee de una visión general sobre las interrelaciones entre los principales componentes que interactúan en la consolidación de un sistema RS, sin embargo es el mismo NWIP quien define en qué debiera consistir la norma, señalando que debe dirigirse a: 
- La operacionalización de la
- Identificar y articular los stakeholders,
- Incrementar la credibilidad de los reportes y de las afirmaciones hechas en materia de RS.

El NWIP establece también que ISO 26 000 debiera asistir a las organizaciones dirigiéndolas en materia de RS, tanto en su aspecto social, medioambiental y legal.

## Contenido y diseño de la Norma ISO 26000 - RS
Así también se estipularon los diferentes ámbitos que se deben ver contenidos y desarrollados en la norma de RS, el siguiente esquema los enuncia. 
El NWIP se refiere a que el contenido debe ser desarrollado de forma simple, fácil de leer y entendible por personas no especialistas, para lo que tiene que estar escrito en un lenguaje entendible. 
Debe también identificar los elementos centrales de RS, que son los asuntos esenciales que deben ser considerados por una organización para implementar una gestión de RS. Propender al entendimiento común de RS (descripciones, definiciones, terminología), así como también contemplar procesos de comunicación y métodos para el mejoramiento del rendimiento, para lo que deberá además referirse a los indicadores de este mejoramiento del rendimiento. También debe referirse a la relación con los documentos de RS ya existentes. 
Las discusiones en el WG o Grupo de Trabajo aportarán en identificar diversos elementos o secciones que requerirán ser incluidas en la norma internacional. 
El diseño de la norma y de sus especificaciones deben cubrir como mínimo las siguientes áreas: 
- Tabla provisional de contenidos
- Identificación de los elementos centrales del estándar
- Alcance del estándar
- Definiciones preliminares y otros conceptos del estándar
- Otros asuntos que deban ser considerados cuando se desarrolle el diseño específico.
- Asuntos nacidos del reporte de trabajo de RS “Working Report on Social Responsibility” desarrollado por el AG o Grupo Consultivo (AG).
- Asuntos nacidos de la resolución de ISO “Technical Management Board” (TMB)
- Asuntos nacidos de la conferencia de Estocolmo, Suecia
- Asuntos contemplados en requerimientos de RS u otros documentos relacionados ya existentes.
- Otros asuntos, tales como; diferencias regionales (respecto a la cultura, costumbres, usos o diferencias de condiciones de desarrollo económico); mejoras de rendimiento; identificación de asuntos críticos; hacer seguimiento luego de publicado el estándar; (estableciendo sistemas de promoción, difusión, herramientas de soporte, uso de Web, etc.).

Según el apartado de "Principios de la Responsabilidad Social", los principios de la Responsabilidad Social para las empresas son 7:
1. Rendición de cuentas
2. Transparencia
3. Comportamiento ético
4. Respeto a los intereses de las partes interesadas
5. Respeto al principio de legalidad
6. Respeto a la normativa internacional de comportamiento
7. Respeto a los derechos humanos

## Oportunidad para el desarrollo de la Norma ISO 26000 - RS
La ISO pretende mejorar los procesos de la organización y así mostrar un desarrollo duradero y seguro con la sociedad.

## Aplicación de la Norma ISO 26000 - RS
La aplicación de la norma está contenida también en el NWIP, es ahí donde se define que será aplicable para todo tipo de organizaciones, independiente a su tamaño, localización, naturaleza de sus actividades y productos, su cultura, sociedad y medio ambiente en el que lleva a cabo sus actividades. 
Según se explica en Portal de RSC Chile lo anterior, aunque en apariencia inofensivo, en la práctica ha generado preocupaciones en ciertos actores involucrados, así lo demuestran las ONG chilenas, quienes al evaluar todo lo visto en la Primera Conferencia Internacional llevada a cabo en Brasil, plantean al CEN ciertas preocupaciones que derivan en un llamado a adoptar políticas para evitar la discriminación de los pequeños productores, a fin de que la norma no se convierta en una barrera discriminatoria para la entrada a los mercados o que restrinja la innovación.